# Antho oxeifera
Antho oxeifera är en svampdjursart som först beskrevs av Ferrer-Hernandez 1921.  Antho oxeifera ingår i släktet Antho och familjen Microcionidae. Inga underarter finns listade i Catalogue of Life.